# Ideli Salvatti
Ideli Salvatti (São Paulo, 18 de março de 1952) é uma professora de física aposentada e política brasileira filiada ao Partido dos Trabalhadores (PT).

## Biografia
Licenciada em física pela Universidade Federal do Paraná (UFPR), radicou-se em Santa Catarina em 1976. Do seu casamento com Eurides Mescolotto teve seus dois filhos: Felipe Salvatti Mescolotto e Mariana Salvatti Mescolotto. Casou-se novamente em 2009 com Jeferson Figueiredo. 
No final da década de 1970, transferiu-se para Joinville onde atuou nas CEBs, Pastoral Operária, Associações de Moradores e no Centro de Defesa dos Direitos Humanos, entidade da qual foi fundadora e presidente. Em 1980 ajudou a fundar o Partido dos Trabalhadores em Joinville e no estado de Santa Catarina, fazendo parte do Diretório e da Executiva. Foi professora do quadro do Magistério Estadual de 1983 até 1994. Em 1993 também iniciou sua militância no Movimento Sindical na Associação dos Professores de Joinville (APJ). Em 1987 foi eleita presidente da Associação dos Licenciados em Santa Catarina (ALISC).
Foi presidente do Sindicato dos Trabalhadores em Educação (SINTE/SC) por dois mandatos, em 1989 e em 1992, quando já vivia em Florianópolis. Foi uma das fundadoras da Central Única dos Trabalhadores (CUT/SC), sendo tesoureira na gestão 1988-1991.
Ideli fez parte do Diretório e da Executiva do PT de Santa Catarina por diversas gestões do partido. Em 1994, foi eleita pela primeira vez para o mandato de deputada estadual (1995-1998) e reeleita em 1998 (1999-2002) para seu segundo mandato.
Fez parte do Governo Dilma Rousseff, onde desempenhou a função de Ministra da Pesca e Aquicultura, Ministra-chefe da Secretaria de Relações Institucionais e Ministra-chefe da Secretaria de Direitos Humanos.

### Senado
Em 2002, numa eleição bastante disputada, torna-se a primeira mulher a ser eleita senadora do estado de Santa Catarina. Sua forte defesa do Governo Lula a fez líder da bancada petista no Senado a partir de 2006 e, em 2009, líder do governo no Congresso.
Entre 2003 e 2008, apresentou 21 projetos de lei no Senado e três emendas à Constituição. Em 2005 teve seu primeiro projeto transformado em Lei. Trata-se da chamada "Lei do Parto", que garante às gestantes o direito a escolher um acompanhante para a hora do parto.  
Em 2009 a senadora Ideli assumiu a presidência da Comissão Mista sobre Mudanças Climáticas. Integrou ainda no Senado, como titular, as comissões de Constituição e Justiça e de Infra-Estrutura, e foi suplente em mais três comissões: Educação, Assuntos Sociais, e Assuntos Econômicos.
Em agosto de 2009 a senadora votou pelo arquivamento das ações contra o ex-presidente e ex-senador José Sarney, numa reunião do " Conselho de Ética ". Ideli Salvatti, após votar pelo arquivamento das ações contra Sarney fez a seguinte declaração, ao mesmo tempo em que relembrava que os dois colegas da bancada catarinense, Raimundo Colombo (DEM) e Neuto de Conto (PMDB), estariam livres do desgaste, apesar de, nas palavras da senadora, terem votado em Sarney para a presidência da Casa, enquanto ela votou em Tião Vianna (PT-AC):
| “ | Vou ser triturada politicamente. | ” |

### Eleições de 2010
Anunciou sua candidatura ao cargo de governadora do estado de Santa Catarina nas eleições de 2010, pelo PT. Na disputa, vencida por Raimundo Colombo (DEM), ficou em terceiro lugar, com 21,9% dos votos válidos (754.223 votos), atrás, também, de Ângela Amin (PP).

### Ministério da Pesca e Aquicultura

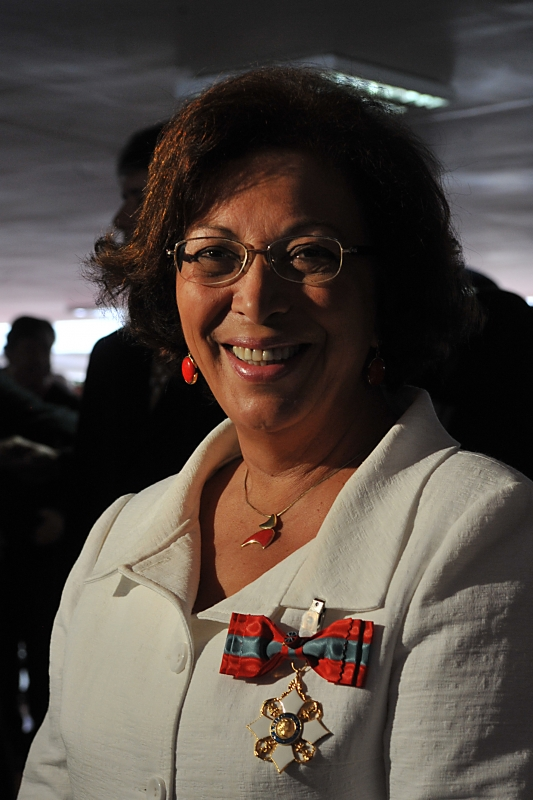
Em 10 de junho de 2011, ao receber a medalha da Ordem do Mérito Naval.

Foi indicada pela presidente eleita, Dilma Rousseff (PT), a assumir o Ministério da Pesca e Aquicultura no novo governo. Permaneceu no cargo até junho de 2011.

### Secretaria de Relações Institucionais
Em 10 de junho de 2011, a presidente Dilma Rousseff nomeou-a para a Secretaria de Relações Institucionais, órgão de articulação política do governo junto ao Congresso. Substituiu o deputado Luiz Sérgio Nóbrega de Oliveira, do PT do Rio de Janeiro, que, por sua vez, substituiu-a no Ministério da Pesca e Aquicultura.
Foi responsável por fazer a coordenação da relação política do Governo com o Congresso Nacional, estados e municípios.

## Secretaria de Direitos Humanos da Presidência da República
Deixou a Secretaria de Relações Institucionais para assumir a Secretaria de Direitos Humanos, substituindo a ex-ministra Maria do Rosário. Em 31 de dezembro de 2014 seu nome foi confirmado para continuar no comando da pasta para o segundo mandato de Dilma Rousseff.
Em 16 de abril de 2015, deixou o cargo e foi substituída pelo deputado federal Pepe Vargas.